# 社会意識
社会意識（しゃかいいしき）とは、社会学における用語の一つ。社会集団においての成員に共有されている意識のことである。

## 概要
マックス・ウェーバーは『プロテスタンティズムの倫理と資本主義の精神』において、欧米を起点として発展した近代資本主義は、個々の人々が勤勉・節約といったカルヴィニズムの精神を信奉した結果、資本主義の精神と呼ばれる社会意識が醸成され資本主義の突破口を開いたと論じた。資本主義の精神を表す言葉のひとつにベンジャミン・フランクリンの「時は金なり」がある。「時間を無駄にしない」という社会意識は、近代資本主義の世界では金儲けや生産活動に限らず生活全般に浸透している。
カール・マルクスは経済による意識の決定性を説いた。労働者階級の階級意識を、目先の利害によって簡単に資本家に利用される「即自的階級」と、構造的問題を把握し階級的な利害を求めて闘う「対自的階級」に分類し、階級闘争の発達が前者から後者への意識の移行を促すと論じた。ウェーバーとマルクスの社会意識論は、社会で共有された意識の状態が、政治や経済にもたらす影響を明らかにする社会意識研究の先駆けとなった。
小熊英二は『〈民主〉と〈愛国〉』において、戦争体験を持つ戦後知識人による、国家や民族といった「公」を巡る言説の変動を1945年から1970年初頭を対象として分析した。小熊によれば、知識人によって発せられる言説は、先進的でもなければ特異な個人による言説でもなく、政治や経済の変化にやや遅れて生じる、言説化されにくい集団的な心情の代弁であるという。